# Stichopogon dorsatus
Stichopogon dorsatus är en tvåvingeart som beskrevs av Becker 1915. Stichopogon dorsatus ingår i släktet Stichopogon och familjen rovflugor. Inga underarter finns listade i Catalogue of Life.